# Zaleptus vigilans
Zaleptus vigilans is een hooiwagen uit de familie Sclerosomatidae.